# مارلون آیووی
مارلون آیووی (انگلیسی: Marlon Ayoví؛ زادهٔ ۲۷ سپتامبر ۱۹۷۱) یک بازیکن فوتبال بازنشسته اهل اکوادور است.
وی همچنین در تیم ملی فوتبال اکوادور بازی کرده و عضو این تیم در جام‌های جهانی فوتبال ۲۰۰۲ و ۲۰۰۶ بوده است.